# 酒井寿
酒井 寿（さかい ひさし、1981年4月5日 - ）は、日本の元子役、元俳優。東京都出身。元テアトルアカデミー所属。

## 略歴
1993年、『五星戦隊ダイレンジャー』に吼新星・コウ / キバレンジャー役で出演。
1995年、『3年B組金八先生』第4シリーズに高橋宗和役で出演したが、翌年に役者を引退。
現在は一般人となっているが、2010年以降は『ダイレンジャー』関連のイベントにて参加している。2011年3月に放送された『3年B組金八先生ファイナル〜最後の贈る言葉』では「過去の3年B組の生徒」として特別出演を果たしている。

## 人物
- 特技・趣味はピアノ、サッカー、野球[1]。
- 『ダイレンジャー』のキバレンジャー初登場のシーンでは、酒井自身もスーツアクターを一部務めた[2]。
- 『ダイレンジャー』放送当時に、通っていた小学校の下級生から「コウ兄ちゃん転身してよ！」と頼まれ、「いま、キバチェンジャーをリン姉ちゃんの部屋に置いてきてるんだよ。ごめんね」と言って断ると、翌日キバチェンジャーの玩具を持ってこられたという。この他、何人かにキバレンジャーのポーズを教えたりしたという[2]。
- 同じくテアトルアカデミーに所属していた徳山秀典はインタビューにて「子役時代に、友達が『ダイレンジャー』や『オーレンジャー』のオーディションを受けるんだと言っていたのを覚えています」と語っている[3]。
- 2010年3月に開かれたイベントに出演した際、「一時期はプロレスラーになり、数回ほどの試合を経験して引退」との過去のWikipediaの記事の内容について、「自分にそういう経歴はない」と自ら否定した。
- 2010年に開かれた『五星祭』では欠席したリン / ホウオウレンジャー役の高橋夏樹の代役として、キバレンジャーへの変身ポーズや名乗りを披露した。なお、本編でキバレンジャーの名乗りは白虎真剣（阿部渡）が代わりに行い酒井本人が名乗ったことは一度もなかった。そのため17年の時を経て初めて自身の声で名乗ったことになった。

## 出演

### テレビ
- スーパー戦隊シリーズ
  - 恐竜戦隊ジュウレンジャー（1992年） - 少年時代のブライ 役
  - 五星戦隊ダイレンジャー（1993年） - コウ / キバレンジャー 役[4]
- ほんとにあった怖い話「愛犬が知らせた死」（1992年）
- 私の生徒は12人（1992年）
- 西遊記
- 3年B組金八先生（TBS） - 高橋宗和 役[5]
  - 第4シリーズ（1995年10月 - 1996年3月）
  - スペシャル9「子供を救え! 大人達よ立ち上がれ」（1998年4月）
  - 3年B組金八先生ファイナル〜「最後の贈る言葉」（2011年3月）

### 映画
- 遠き落日（1992年）
- 外科室（1992年）
- 四十七人の刺客（1994年） - 吉千代 役

### CM
- 「ハウス・バーモントカレー」
- 「エニックス・いただきストリート2」